# Hyphoderma gigasporum
Hyphoderma gigasporum är en svampart som beskrevs av Boidin & Gilles 1991. Hyphoderma gigasporum ingår i släktet Hyphoderma och familjen Meruliaceae.   Inga underarter finns listade i Catalogue of Life.